# NGC 1412
NGC 1412 (również IC 1981 lub PGC 13520) – galaktyka soczewkowata (SB0), znajdująca się w gwiazdozbiorze Pieca. Została odkryta 20 listopada 1835 roku przez Johna Herschela. Galaktyka ta należy do gromady w Erydanie.